# Hans Dittmer
Hans Dittmer, folkbokförd Hasse Oskar Vilhelm Dittmer, född 14 juli 1929 i  Matteus församling, Stockholm, död 3 maj 2016 i Lidingö församling, Stockholms län, var en svensk filmfotograf.
Dittmer är begravd på Lidingö kyrkogård.

## Regi
- 1973 – Baksmälla

## Filmfoto i urval
- 1964 – Älskling på vift
- 1968 – Lejonsommar
- 1968 – Het snö
- 1969 – Kameleonterna
- 1973 – Baksmälla
- 1973 – Smutsiga fingrar
- 1974 – Inkräktarna
- 1975 – I död mans spår
- 1979 – Heja Sverige!
- 1986 – Gröna gubbar från Y.R.